# Cytota
Cytota o Cytobiota, secondo alcuni paleontologi dell'Universitá di Washington, è un Impero tassonomico, ovvero un taxon biologico che include ogni forma di vita cellulare, di rango superiore al Dominio, che può essere considerato un superdominio o imperium o impero.

## Tassonomia
Include tutte le forme di vita costituiti da una o più cellule, che si suddivide a sua volta nei rispettivi domini Eukaryota (organismi con cellule dotate di un nucleo ben definito) e Prokaryota, (organismi con cellule dotate alpiù di un nuceoide), che si contrappone all'altro impero, costituente le forme biologiche non cellulari, denominato Acytota costituente organismi come ad esempio i virus. Tuttavia l'appartenenza di questi ultimi agli organismi viventi è tuttora oggetto di controversia, in quanto il concetto di "vita" senza struttura cellulare è emerso con forza nella comunità scientifica nel 2003 in seguito alla scoperta del mimivirus, pur non venendo universalmente accettato.

## Forme di vita
Questo termine presume la classificazione dei virus come forme di vita: il concetto di "vita" senza struttura cellulare è emerso con forza nella comunità scientifica nel 2003 in seguito alla scoperta del mimivirus, pur non venendo universalmente accettato.
Secondo la Teoria cellulare, molti ritengono che i soli esseri costituiti da cellule possano considerarsi organismi viventi, e vengono usati termini come Biota o Vitae per distinguere la materia vivente da quella non vivente. Si ritiene che virus e agenti subvirali come i viroidi non sono esseri viventi, in quanto non riescono a replicarsi autonomamente. Inoltre, ad avviso di alcuni essi non potrebbero essere inclusi nell'albero della vita perché non hanno ribosomi, a volte mancano di un acido nucleico, il loro gene è mescolato con quelli delle cellule e perché hanno origini evolutive multiple.

## Classificazione debole e forte
La comunità scientifica si divide nel considerare il concetto di vita in senso "debole" (che include i virus e persino i prioni, che sono organismi senza DNA), e in senso "forte", che assume invece la suddetta teoria cellulare. Da questo punto di vista, l'organismo ancestrale non dovrebbe essere chiamato Ultimo antenato comune universale, ma piuttosto "Ultimo antenato cellulare", perché l'antenato universale sarebbe ancora più antico e includerebbe gli esseri acellulari primordiali, probabilmente filamenti di RNA o DNA ancestrale autoreplicante, simile agli attuali virus, che sarebbe raggruppato nel superdominio Acytota.

## Parakaryota
Nel 2012 venne scoperto uno strano organismo unicellulare "Parakaryon myojinensis" che non rientra in nessuno dei domini esistenti. Ha nucleo come gli eucarioti, ma manca di molte caratteristiche che caratterizzano le Cellule eucariotiche, e il suo materiale genetico è immagazzinato in filamenti, se non in cromosomi di struttura lineare, e non ha inoltre alcun flagello. Per questo motivo, alcuni autori hanno proposto che formi un proprio dominio cellulare, Parakaryota, mentre altri hanno suggerito che possa essere un organismo intermedio tra eucarioti e procarioti.

## Superclassificazione
| Mundus      | Biota / Vitae / Eobiontes      | Biota / Vitae / Eobiontes      | Biota / Vitae / Eobiontes      | Biota / Vitae / Eobiontes      | Biota / Vitae / Eobiontes      | Biota / Vitae / Eobiontes      | Biota / Vitae / Eobiontes      | Biota / Vitae / Eobiontes      | Biota / Vitae / Eobiontes      | Biota / Vitae / Eobiontes      | Biota / Vitae / Eobiontes      | Biota / Vitae / Eobiontes | Abiotic / Mineralia |
| Arborea     | Terroa / Terrabiota / Geobiota | Terroa / Terrabiota / Geobiota | Terroa / Terrabiota / Geobiota | Terroa / Terrabiota / Geobiota | Terroa / Terrabiota / Geobiota | Terroa / Terrabiota / Geobiota | Terroa / Terrabiota / Geobiota | Terroa / Terrabiota / Geobiota | Terroa / Terrabiota / Geobiota | Terroa / Terrabiota / Geobiota | Terroa / Terrabiota / Geobiota | (Eso-Terroan / Exobiota?) |                     |
| Superimpero | Ribosa                         | Ribosa                         | Ribosa                         | Ribosa                         | Ribosa                         | Ribosa                         | Ribosa                         | Ribosa                         | Ribosa                         | Aribosa                        | Aribosa                        |                           |                     |
| Impero      | Cytota                         | Cytota                         | Cytota                         | Cytota                         | Acytota / Aphanobionta         | Acytota / Aphanobionta         | Acytota / Aphanobionta         | Acytota / Aphanobionta         | Acytota / Aphanobionta         | Xenobiota                      | Prioni                         |                           |                     |
| Dominio     | Eukaryota                      | Eukaryota                      | Prokaryota                     | Prokaryota                     | Virii                          | Virii                          | Virii                          | Phagia                         | Phagia                         |                                |                                |                           |                     |
| Subdominio  | Unikonta                       | Bikonta                        | Archaea                        | Bacteria                       | DNAvirus                       | RNAvirus                       | Retrovirus                     | Bacteriophaga                  | Virophaga                      |                                |                                |                           |                     |
| ----------- | ------------------------------ | ------------------------------ | ------------------------------ | ------------------------------ | ------------------------------ | ------------------------------ | ------------------------------ | ------------------------------ | ------------------------------ | ------------------------------ | ------------------------------ | ------------------------- | ------------------- |

Legenda:
- Mineralia / Abiotic[8] - fattori non viventi[9] (materia ambientale dell'ecosistema[10])
- Biota / Vitae / Eobiontes[11][12] - fattori viventi (sistemi in uno stato energetico di disequilibrio stazionario in grado di dirigere una serie di reazioni chimiche[13])
  - (Arborea: Exobiota)[14] - eventuale vita extraterrestre[15];
  - Arborea: Terroa / Terrabiota / Geobiota[16] - vita terrestre[17];
    - Aribosa[18] -Organismi biologici non contenenti RNA o DNA, o molecole proteiche capaci di riproduzione[19];
      - Xenoribosa / Xenobiota
      - Prioni;

    - Ribosa[20][21] - viventi basati su RNA o DNA;
      - Acytota / Aphanobionta[22][23] - vita non cellulare[24][25];
        - Virus;
          - Virusa

        - Phage
          - Virophaga
          - Bacteriophaga

      - Cytota[26] - vita cellulare;
        - Eukaryota;
          - Unikonta
          - Bikonta

        - Prokaryota.
          - Archaea
          - Bacteria